# Кују
Кују (енгл. Kuiu Island) је острво САД које припада савезној држави Аљасци. Површина острва износи 1962 ². Према попису из 2000. на острву је живело 10 становника.